# Gmina Kulesze Kościelne
Gmina Kulesze Kościelne je polská vesnická gmina v okrese Wysokie Mazowieckie v Podleském vojvodství. Sídlem správy gminy je ves Kulesze Kościelne.
V roce 2019 zde žilo 3 072 obyvatel. Gmina má rozlohu 1115,32 km² a zabírá 9,05 % rozlohy okresu.

## Části gminy
StarostenstvíChojane-Bąki, Chojane-Gorczany, Chojane-Pawłowięta, Chojane-Piecki, Chojane-Sierocięta, Chojane-Stankowięta, Czarnowo-Biki, Faszcze, Gołasze Mościckie, Gołasze-Dąb, Grodzkie Szczepanowięta, Kalinowo-Solki, Kulesze Kościelne, Kulesze-Litewka, Kulesze Podlipne, Kulesze-Podawce, Leśniewo-Niedźwiedź, Niziołki-Dobki, Nowe Grodzkie, Nowe Kalinowo, Nowe Wiechy, Nowe Wykno, Stara Litwa, Stare Grodzkie, Stare Kalinowo, Stare Niziołki, Stare Wykno, Stypułki-Giemzino, Tybory Uszyńskie, Wnory-Pażochy, Wnory-Wiechy, Wnory-Wypychy

## Sousední gminy
| Růžice kompasu |                     | Rutki                   | Kobylin-Borzymy | Růžice kompasu |
| Růžice kompasu | Kołaki Kościelne    | Sever                   | Sokoły          | Růžice kompasu |
| Růžice kompasu | Kołaki Kościelne    | Gmina Kulesze Kościelne | Sokoły          | Růžice kompasu |
| Růžice kompasu | Kołaki Kościelne    | Jih                     | Sokoły          | Růžice kompasu |
| Růžice kompasu | Wysokie Mazowieckie |                         |                 | Růžice kompasu |